# Ibbin Samaan (nahija)
Nahija Ibbin Samaan (ar. ناحية أبين سمعان)  je nahija u okrugu Atarib, u sirijskoj pokrajini Alep. Po popisu iz 2004. (prije rata), nahija je imala 21.925 stanovnika. Administrativno sjedište je u naselju Ibbin Samaan.